# Асфіксія плода
Асфіксі́я пло́да — гіпоксія плода, яка виникає в перинатальний період та викликається різними причинами.
Асфіксія займає основне місце в патології перинатального периоду та може наступити в анте- та інтранатальному періодах та після пологів. Анте- та інтранатальну асфіксію називають внутрішньоутробною асфіксією (гіпоксією) плода, асфіксію після пологів, — асфіксією новонародженого.
Асфіксія внутрішньоутробного плода виникає при захворюваннях матері та ускладненнях пологів, що супроводжуються порушенням плацентарного кровообігу та газообміну плода. Може виникнути при нефропатії, еклампсії, гіпертонічній хворобі, тяжких захворюваннях серця та легенів, гострій анемії, захворюваннях з високою температурою, при тривалих пологах з безводним періодом, відшаруванні плаценти та обвитті пуповини навколо шиї плода, тазових передлежаннях, порушеннях мозкового кровообігу, зумовлених тривалим тиском на головку з боку родових шляхів (вузький таз) і т. д. Проявом внутрішньоутробної асфіксії є порушення серцебиття плода: прискорення до 160 у хвилину та частіше, сповільнення серцебиття до 110—100 на хвилину та рідше, приглушення тонів, аритмії.
Асфіксії новонароджених мають такі самі причини. Розрізняють легку (синю), тяжку (білу) асфіксії. При легкій асфіксії шкіра ціанотична, рефлекси знижені, серцебиття сповільнене. При тяжкій — шкіра бліда, серцебиття різко сповільнене, рефлекси різко знижені або відсутні, м'язи розслаблені.